# Doslovče
Doslovče – wieś w Słowenii, w gminie Žirovnica. 
1 stycznia 2017 liczyła 151 mieszkańców.
We wsi urodził się słoweński kapłan i pisarz – Fran Saleški Finžgar.